# Szilaw czukar
Szilaw czukar (bułg. Шиляв чукар) – szczyt Czernej Gory, w Bułgarii, o wysokości 969 m n.p.m.